# Cmentarz św. Barbary (I) we Wrocławiu
Cmentarz św. Barbary (I), niem. St. Barbara Friedhof lub Glacisfriedhof – dawny cmentarz protestancki, założony w roku 1774 przez parafię św. Barbary we Wrocławiu. W odróżnieniu od cmentarza przykościelnego tej parafii, zlokalizowany został na zewnątrz linii fortyfikacji miejskich, na Przedmurzu Mikołajskim (niem. Nicolai Glacis), na zachód od skrzyżowania obecnych ulicy Sokolniczej (niem. Jahnstraße) i pl. Orląt Lwowskich na przedłużeniu Braniborskiej (niem. Berliner Straße).
Aż do końca I dekady XIX wieku (tj. do likwidacji murów miejskich Wrocławia zarządzonej po kapitulacji garnizonu pruskiego przed wojskami napoleońskimi i ich wkroczeniu do miasta w 1807 r.) na terenie cmentarza znajdowały się wojskowe koszary i urządzenia fortyfikacyjne.
Oprócz parafii św. Barbary cmentarz służył także Zgromadzeniu Sióstr św. Elżbiety, które prowadziło szpital dla kobiet. Cmentarz przestał funkcjonować około roku 1865 (działał już wówczas, od co najmniej 1852 roku, drugi cmentarz parafii św. Barbary), a zlikwidowany został w pierwszej dekadzie XX wieku. Wówczas na jego miejscu utworzono plac zabaw i niewielki park. Obecnie znajduje się tu boisko XII Liceum Ogólnokształcącego im. Bolesława Chrobrego we Wrocławiu.